# Natalija Kobrynska

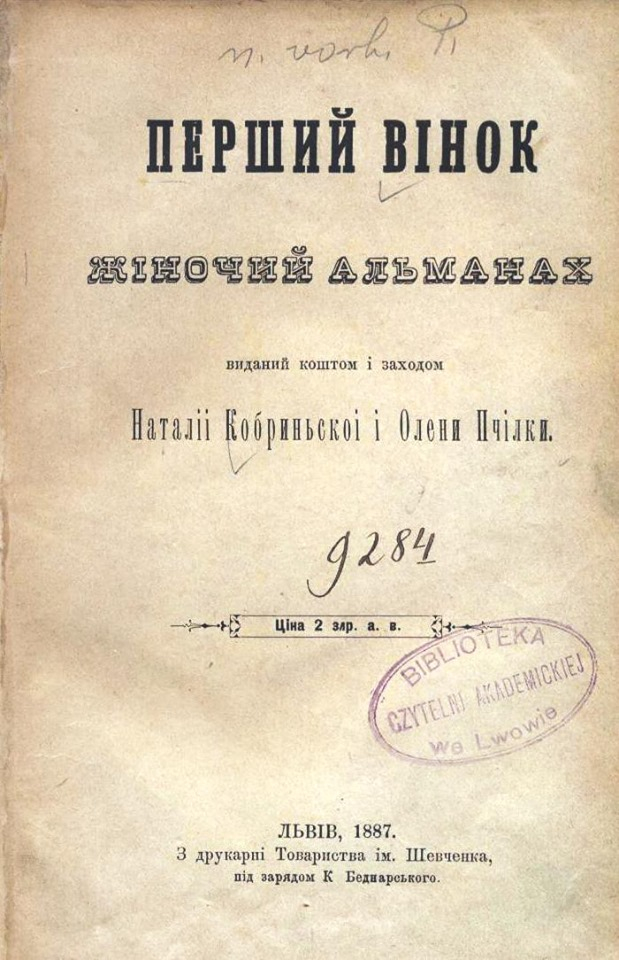
Titulní stránka ukrajinského ženského almanachu z roku 1887

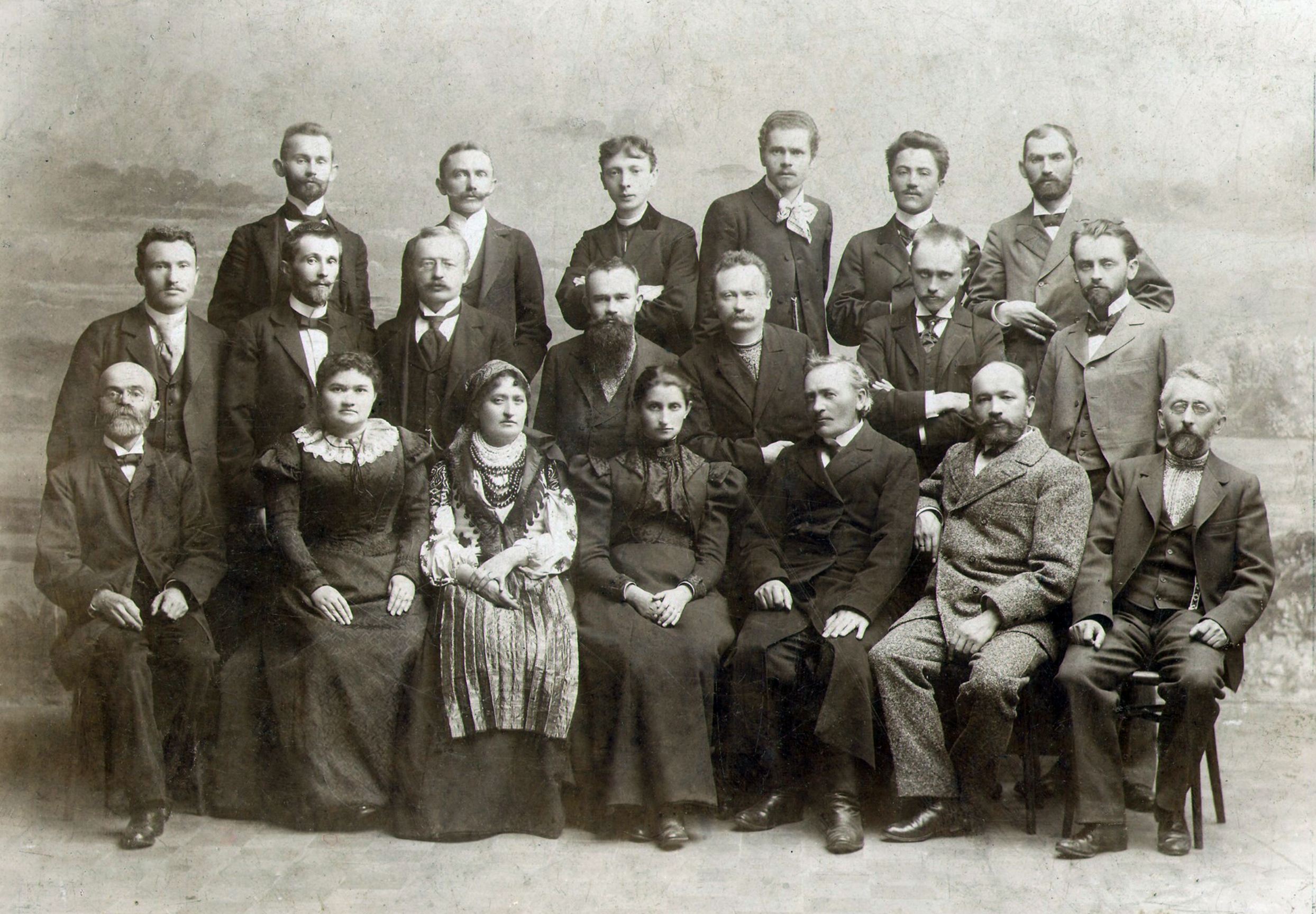
Účastníci sjezdu ukrajinských spisovatelů u příležitosti 100. výročí vydání „Aeneida“ od Ivana Petrovyče Kotljarevského, Lvov. Žena uprostřed je Natalija Kobrynska.

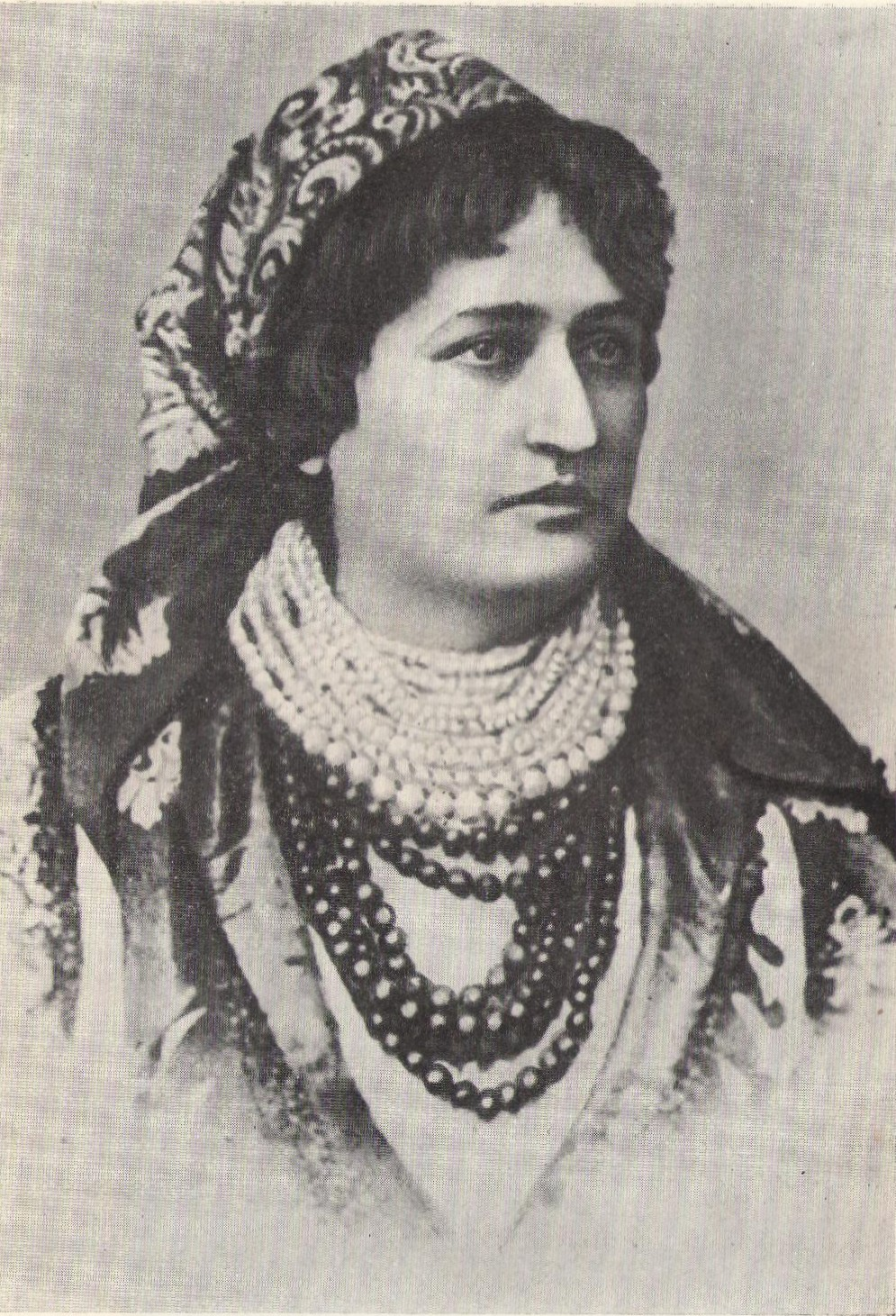
Natalija Kobrynska, 1900

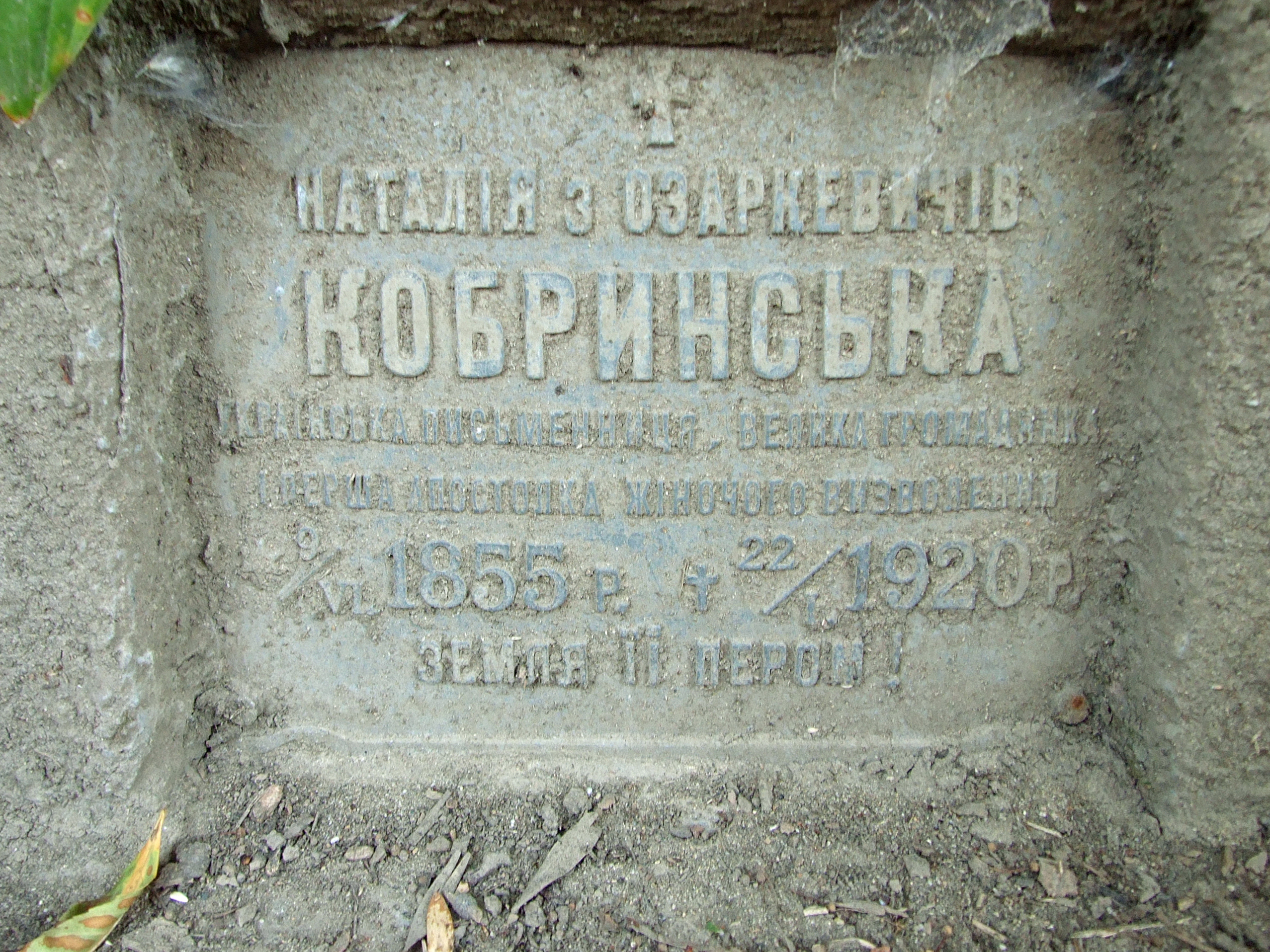
Hrob N. Kobrynské, 1920

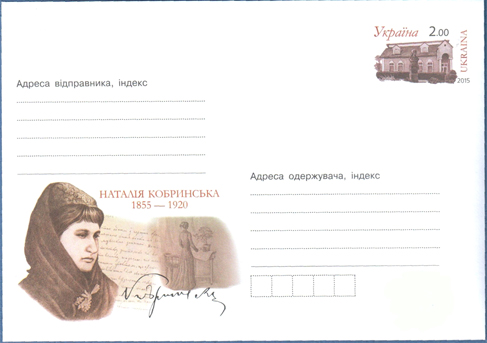
Obálka věnovaná 160. výročí Natalie Kobrynské

Natalija Ivanivna Kobrynska (8. června 1855 Beleluja, Rakouské císařství [nyní Snjatin, Ukrajina] – 22. ledna 1920 Bolechiv, Ukrajinská SSR) byla ukrajinská spisovatelka, feministka, aktivistka a organizátorka ukrajinského ženského hnutí.

## Život

### Rodinný původ
Natalija Ozarkevič se narodila jako dcera kněze ukrajinské řeckokatolické církve Ivana Ozarkeviče a Teofilie Okunevske, ve vesnici Beleluja (Ivanofrankivská oblast) v Haliči. Otec byl poslancem haličského sněmu a v V. až VII. volebním období (1873–1891) členem rakouského parlamentu.
Rodina Ozarkevičů byla v regionu známá: její bratr Jevhen založil ve Lvově Národní nemocnici (Narodna Lichnycja) pod patronací metropolity Andreje Šeptického, strýc z matčiny strany Jaroslav Okunevskij byl námořním admirálem v Rakousku-Uhersku, její sestřenice Sofia Okunevska byla první ženou–lékařkou taktéž v Rakousku-Uhersku a výraznou stopu v dějinách Haliče zanechala i řada dalších jejích příbuzných.

### Studia
Ve druhé polovině 19. století nebylo v Rakousku-Uhersku mladým ženám umožňováno další studium na gymnáziích a univerzitách. (A právě této problematice zasvětila Natalija Ozarkevič svůj život.) Když nemohla studovat (nad rámec základního vzdělání), tak se především učila sama doma od svého otce němčinu, francouzštinu, polštinu a ruštinu. Také četla díla světové (zahraniční) literatury, která její bratři přinášeli ze školy.

### Manželství
V roce 1871 se provdala za Theofila Kobrynskeho (1848–1882). Po jeho smrti se vrátila do Bolechivu ke svým rodičům. Podle zákona si tehdejší žena nemohla libovolně určit svůj osud a pokud její manžel neřekl, co má dělat, převzal tyto povinnosti její otec.

### Kontakty ve Vídni
Ve Vídni, kam Kobrynska odjela s otcem, se seznámila s ukrajinským velvyslancem. Největší dojem na ni udělal Ostap Terlecky, který ji přesvědčil, aby začala psát. Ve Vídni se seznámila s ukrajinským básníkem, spisovatelem, sociálním a literárním kritikem, novinářem, ekonomem a politickým aktivistou Ivanem Jakovyčem Frankem (1856–1916). Ten nejen její literární tvorbu chválil, ale povzbuzoval a utvrzoval ji v jejím úsilí o zrovnoprávnění žen s muži. Ve Vídni se také seznámila s ukrajinským historikem a politickým myslitelem Mychajlem Petrovyčem Drahomanovem (1841–1895), bratrem ukrajinské spisovatelky, novinářky a etnoložky Oleny Pčilky, která ji také povzbuzovala v jejích aktivitách směřujících k zrovnoprávnění ukrajinských žen. Nakonec Kobrynska odjela spolu se svojí sestřenicí, aktivistkou a feministkou Sofií Okunevskou (1865–1926) do Švýcarska, kde se zapsala na ekonomickou fakultu Curyšské univerzity.

### Aktivistkou
Dne 8. prosince 1884 Kobrynska založila a organizovala ve Stanislavově spolek s názvem Товариство руських жінок (Spolek ruských žen), který se zabýval vzděláváním žen, seznamoval je s literaturou a podporoval diskuse o ženských právech. Den 8. prosinec 1884 se tak stal výchozím bodem v dějinách ukrajinského ženského hnutí. Kobrynska považovala u žen za zásadní nejen otázku vzdělání, ale i problém přístupu Rusínek (Ukrajinek) k vlastenectví. Zastávala názor, že jsou to právě ženy, kdo při výchově dětí jim vštěpují vedle prvotních morálních vzorců i lásku k vlasti a rodné zemi.
V roce 1890 byla Kobrynska členkou delegace, která lobbovala u ministra školství, aby bylo ženám umožněno studovat na univerzitě. Situace se změnila až v roce 1897, kdy bylo rozhodnuto o otevření ženských gymnázií a přijetí žen na univerzity. Zasazovala se také o všeobecné volební právo, denní péči o děti a společné kuchyně. V 90. letech 19. století chtěla založit ženskou odnož první ukrajinské politické strany, ale tento cíl ji nakonec rozmluvili Ivan Jakovyč Franko a politik a spisovatel Mychajlo Pavlyk (1853–1915). A tak se její zbraní v boji o emancipaci ukrajinských žen stala literatura. Povídky, které napsala, vyšly v několika sbírkách, zabývaly se ženami, sociálními problémy a psychologickými tématy, lidovou vírou a první světovou válkou.

### Tvorba
V roce 1883 vydala povídku „Шумінська“ (později pod názvem „Дух часу“) a o rok později román „Задля кусника хліба“. Tehdy si Natalija Kobrynska uvědomila, že smyslem jejího života je realizovat feministické myšlenky prostřednictvím literárních děl. Ivan Franko Kobrynske opakovaně zdůrazňoval, že její novinářská tvorba nemůže sloužit rozvoji ženského ducha tak účinně jako její beletrie.
V červnu 1887 vydala první feministický almanach. Tato sbírka děl ukrajinských autorek se nazývala Перший вінок (První věnec) a Kobrinska ji publikovala spolu s ukrajinskou nakladatelkou, spisovatelkou, etnografkou, tlumočnicí a občanskou aktivistkou Olenou Pčilkovou (1849–1930). Almanach byl první dílo v Haliči a na Ukrajině, které se zabývalo tzv. „ženskou otázkou“ – kromě beletristických děl a etnografických výzkumů obsahovalo řadu feministických článků, zejména o postavení žen na Ukrajině a ve světě. Sestavovatelkami a autorkami almanachu Перший вінок byly výhradně ženy z Haliče a z Dněprské Ukrajiny.
V letech 1893–1896 se Natalija věnovala nakladatelské činnosti. V jejím nakladatelství Жіноча справа vyšly tři čísla almanachu Наша доля (Náš osud). Za účelem zavedení efektivnějšího vydávání knih se přestěhovala do Lvova, kde našla lepší podmínky pro prosazování feministických myšlenek. Třetí almanach byl vydán v roce 1907 a jmenoval se Žinocha dolia (Osud žen)

### Závěr
Kobrynska nikdy nabyla organizátorkou protestů a skandálů. Jen svojí inspirativní a vytrvalou prací v oblasti vzdělávání žen pomohla zavést významné kvalitativní změny do života žen na počátku 20. století (a to nejen ve Lvově).
Už se podruhé neprovdala a cele se věnovala společenským aktivitám. Přes 30 let žila v Bolechivu, kde 22. ledna 1920 ve věku 64 let zemřela na tyfus. Dům, ve kterém bydlela, se nedochoval, ale na jeho místě byla instalována pamětní cedule. V roce 2005 bylo v Bolechově otevřeno muzeum Natalije Kobrynske. 

### Připomenutí
- 31. ledna 2020 byla ve městě Ivano-Frankivsk odhalena pamětní deska věnovaná Nataliji Kobrynske
- V Bolechivu jí byl postaven pomník
- Ve městech Ukrajiny je ulice Natalija Kobrynska

## Dílo
- Peršyj vìnok – Žìnočyj al‘manach vydanyj koštom ì zachodom Natalìì Kobryns‘koì ì Oleny Pčìlky. (První věnec – Ženský almanach vydaný nákladem Natalijí Kobrynskou a Olenou Pchilkovou.) L‘vìv: [s. n.], 1887. [2]; 464 stran
- Vìdpovìd‘ na krytyku žìnočoho al‘manacha v Zorì z r. 1887. (Odpověď na kritiku ženského almanachu z roku 1887.) Černìvcì: koštom ì zachodom K. Tryl‘ovskoho, 1888. 16 stran
- Pro „Noru“ Ìbzena. (O Ibsenově „Noře“.) L‘viv: (s. n.), 1900; 28 stran
- Duch času: opovidanja. (Duch času: příběhy.) L‘viv: Spilka, 1903?; 123 stran
- Kazky (Pohádky) – Natalìja Kobryns‘ka z Ozarkevyčìv; Peredne slovo (napysav) Denys Lukìjanovyč. Černìvcji: Nakladem vlastním, 1904. XIX, 104 stran
- Jadzja ì Katrusja ta yn‘šì opovìdanja. (Katyino jídlo a další příběhy.) L‘vìv: Spìlka, 1904. 156 stran
- Кобринська Н. Виборець / Наталя Кобринська – Київ: Рух, 1926 – C. 44
- Кобринська Н. Оповідання / Наталя Кобринська; ред. й передм. А. Березинського – Харків: Рух, 1929 – 425, C. 7
- Оповідання / Н. І. Кобринська. / Ред. І передм. Березинського – Х.: Рух, 1929 – C. 427
- Vybranì opovìdannja. (Vybrané příběhy.) L'vìv: Knyžkovo-žurnal'ne vydav., 1954. 215 stran
- Kobryns'ka, Natalìja, Vybranì tvory – Vporjadkuvannja, pìdhotovka tekstìv, vstupna stattja ta prymìtky O. M. Moroza. (Vybrané texty – Uspořádání, příprava textu, úvodní slovo a poznámky O. M. Moroza.) Kyjiv: Deržlìtvydav Ukrajiny, 1958. 19 stran
- Вибрані твори / Н. І. Кобринська. – К.: Держ. Вид-во худож. л-ри, 1958 – C. 417 – 4 арк. Фотогр., портр.
- Kobryns'ka, Natalìja, Vybranì tvory – Uporjadkuvannja, pìdhotovka tekstìv, vstupna stattja j prymìtky: Ìvan O. Denysjuk ta Kateryna A. Krìl. (Vybrané texty – Uspořádaní, příprava textu, úvodní slovo a poznámky Ìvan Ovksentìjovyč Denysjuk a Kateryna A. Krìl.) Kyjiv: Dnìpro, 1980. 448 stran
- Дух часу: Оповідання, повість / Н. І. Кобринська. — Львів: Каменяр, 90 – C. 352

## Česká vydání
- Duch času – in: 1000 nejkrásnějších novel č. 101; úvod František Sekanina; přeložil Karel Handzel. Praha: J. R. Vilímek, 1916

## Galerie

Lidé, kteří ji ovlivnili
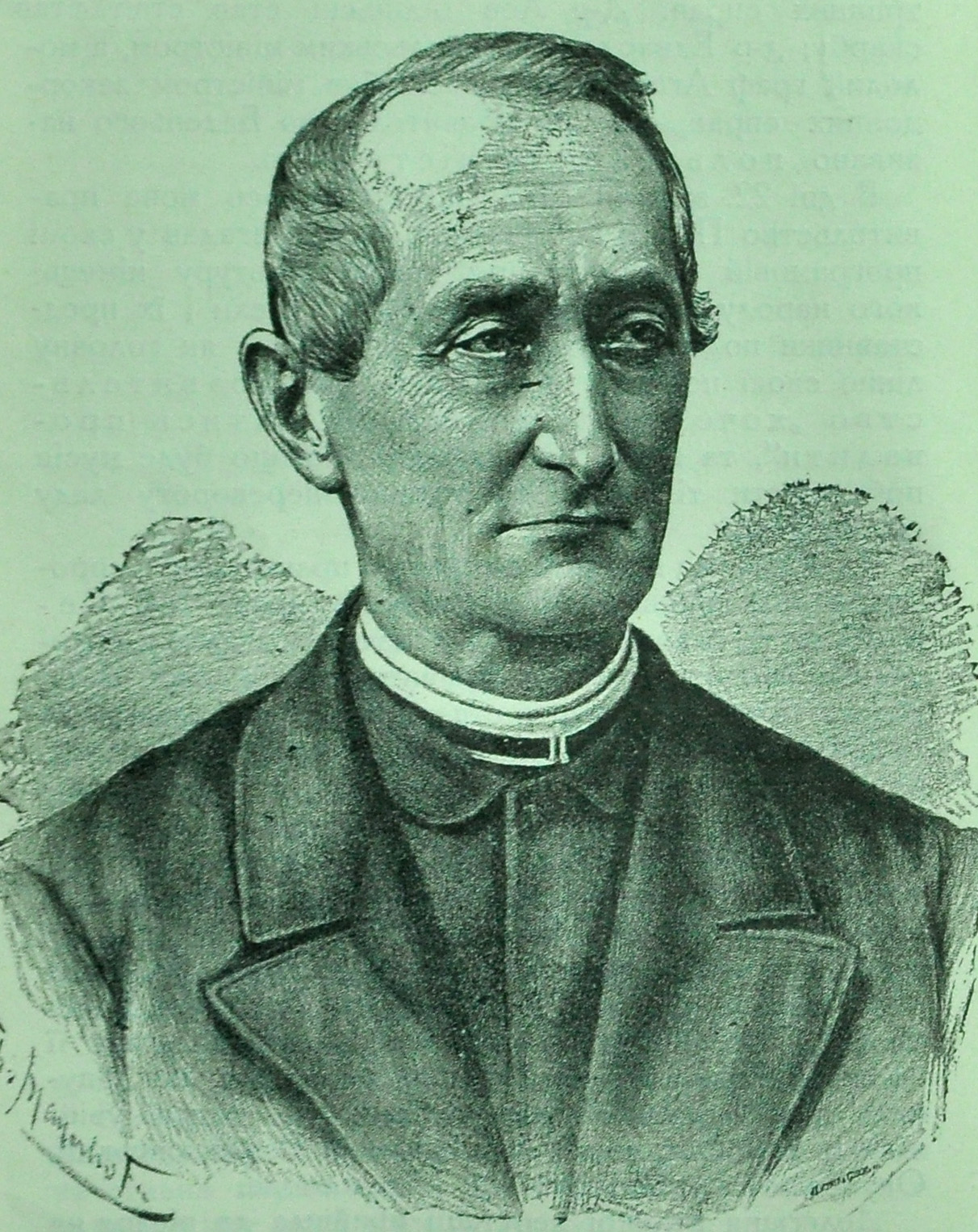
Ivan Ozarkevyč
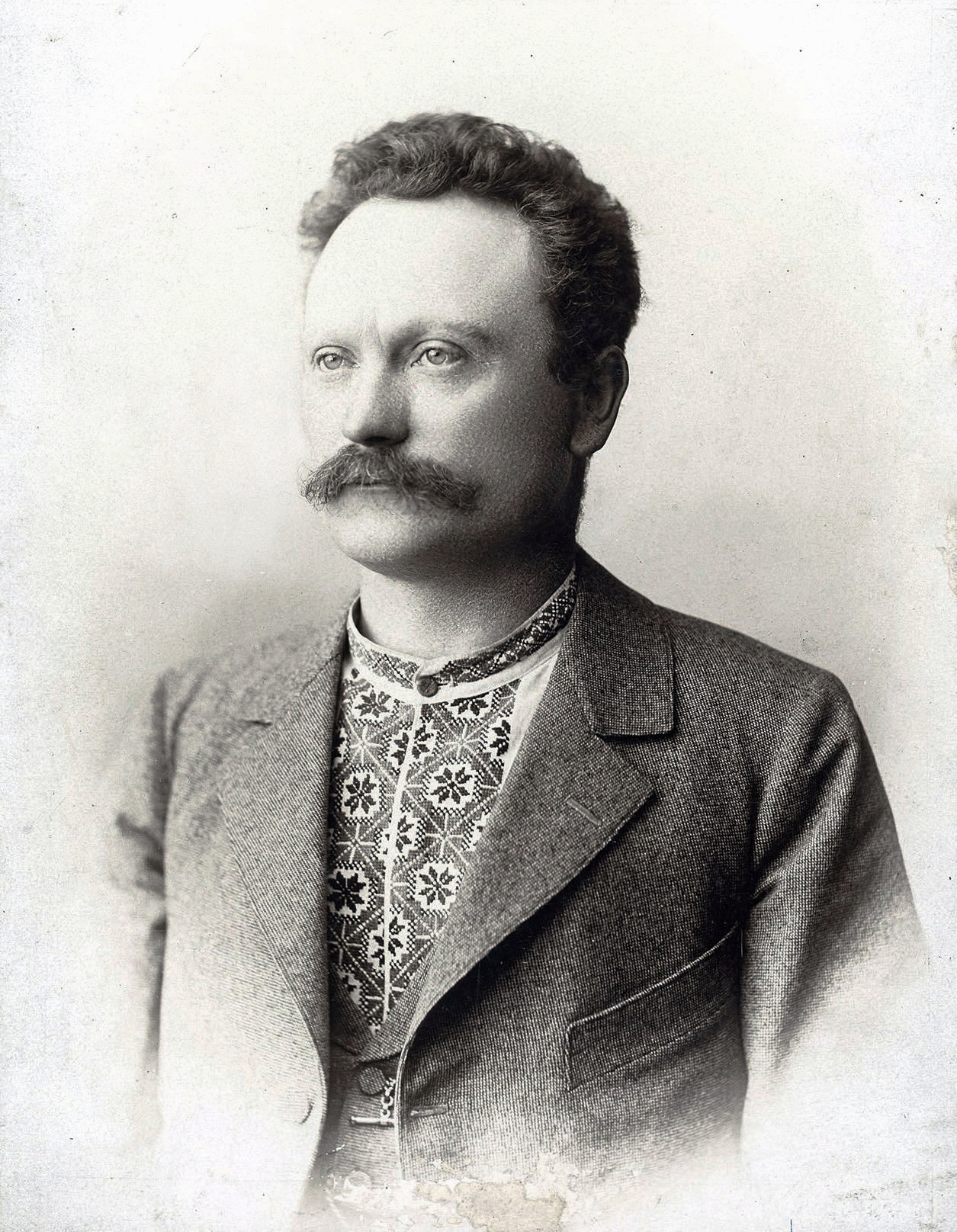
Ivan Jakovyč Franko
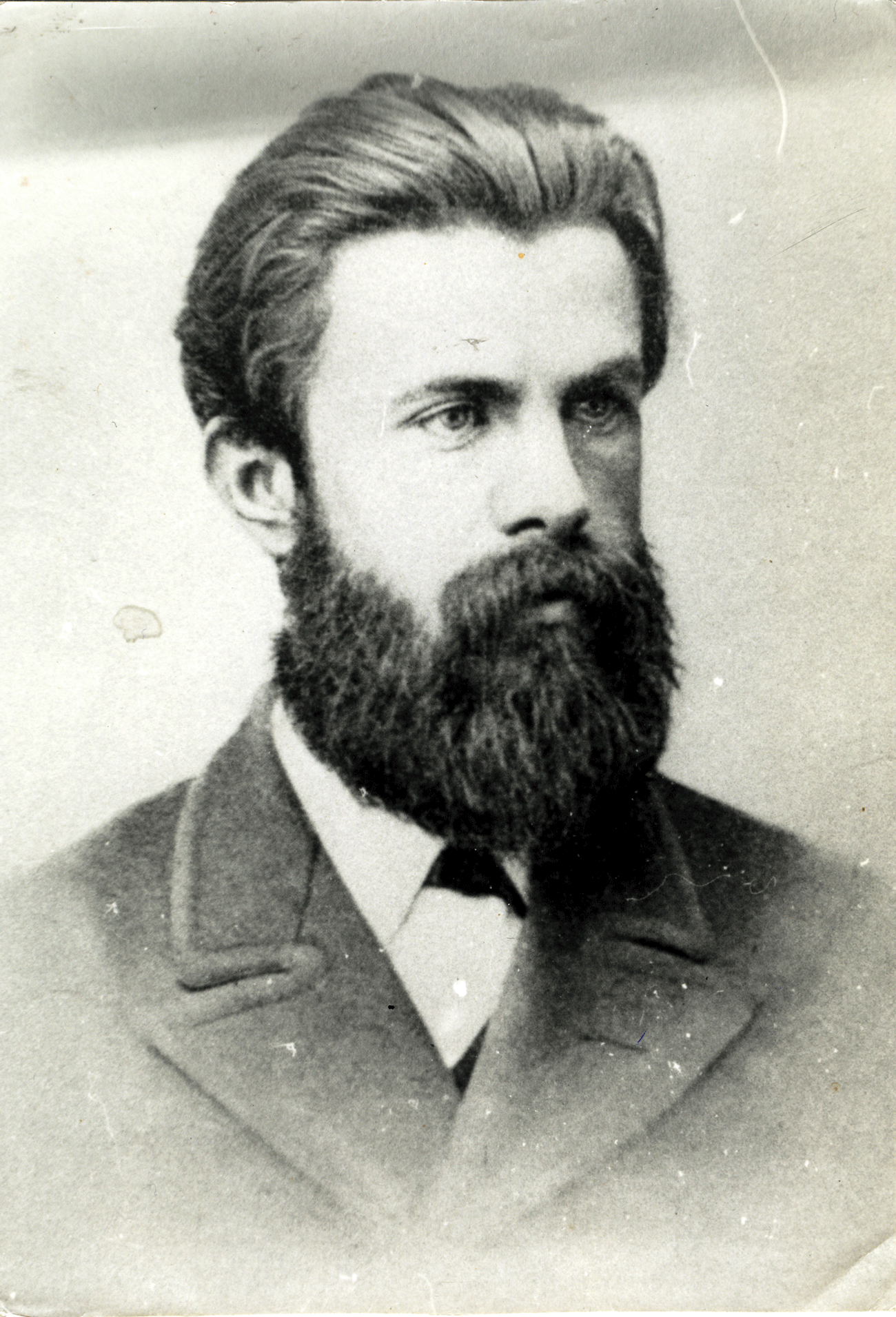
Mychajlo Petrovyč Drahomanov
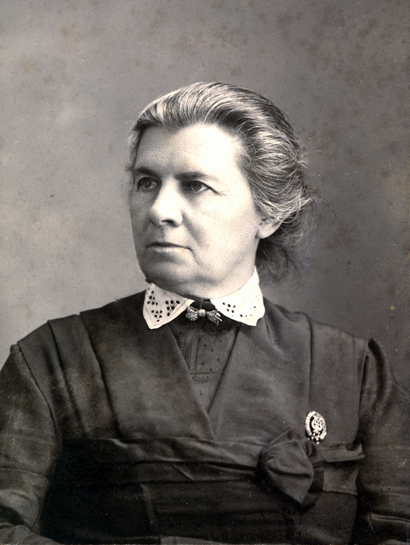
Olena Pčilka
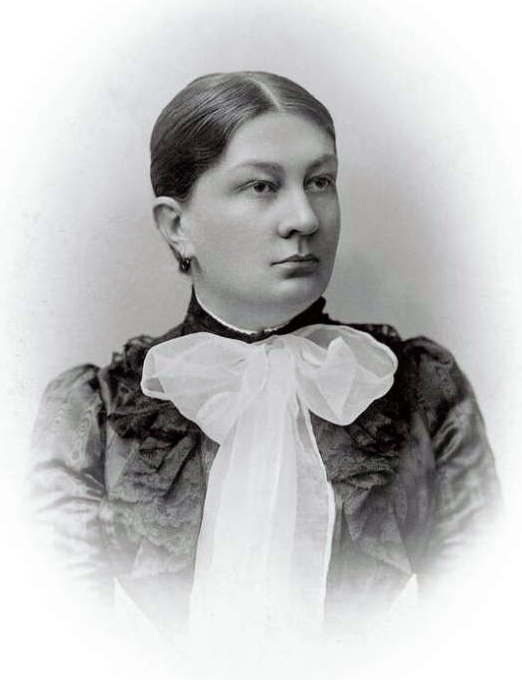
Sofia Okunevska